# 뮤 (밴드)
뮤(Mew)는 요나스 비예어 (리드 보컬), 보 매슨 (기타), 요한 볼러트 (베이스), 실라스 웃케 그로오 욜겐슨 (드럼) 네 멤버로 구성된 덴마크의 얼터너티브 록 밴드이다. 요한 볼러트는 2006년에 밴드에서 떠났지만 2013년에 다시 돌아왔다. 뮤의 음악 장르는 인디 록이나 프로그레시브 록으로 분류될 수 있지만, 뮤의 기타리스트인 보 매슨은 "난 보통 우리의 음악 장르를 '인디 스타디움 록'이라고 말한다. '감정'과 '생각'의 조합이 좋은 것 같다."라고 말했다.

## 역사

### 시작 (1994년-2003년)

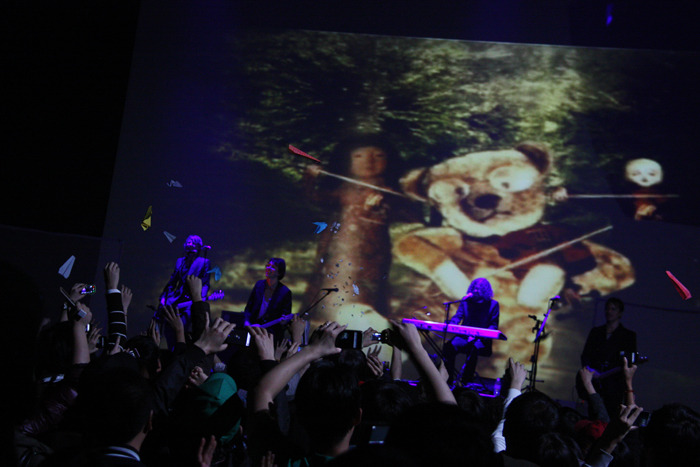
뮤의 2010년 한국 공연 모습

1994년 코펜하겐 북쪽 교외 지역에 위치한 헬레루프(Hellerup)에서 밴드를 결성했다. 그들은 2003년에 카파크 노스(Carpark North), 스완 리(Swan Lee)와 세이비아(Saybia)와 함께 덴마크 인디 음악에 지대한 영향을 끼쳤다.
1997년 4월에 그들은 데뷔작인 《A Triumph for Man》앨범과 잇따라 2002년에 《Half the World is Watching Me》앨범을 발매했다.
뮤는 2003년 덴마크 음악 비평가 시상식(Danish Music Critics Award Show)에서 올해의 밴드상과 올해의 앨범상을 수상했다.

### 프랜져스 (2003년-2005년)
프랜져스는 '친구(friend)'와 '낯선 사람(stranger)'을 더해 만든 두 단어의 혼성어이다. 앨범 부클릿에 적혀 있는 설명에 의하면 프랜져(frenger)는 "친구는 아니지만 낯선 사람도 아닌" 사람을 뜻한다고 한다.
그들의 첫 번째 주요한 상업적인 성공은 2003년에 발표한 《Frengers》앨범으로 이루어졌다. 어느 앨범 리뷰에서는 "미묘하게 뛰어난 작품이다. 대중적이면서도 지적인 작곡을 하고 과장되지 않은 서사시를 만드는 것을 목표로 하는 앨범이다."라고 언급했다. R.E.M.의 유럽 투어에서 오프닝 공연을 장식하면서 많은 관심을 끌기 시작했다.

### 유리손을 가진 연들 (2005년-2009년)
그들의 다음 앨범인 《And the Glass Handed Kites》은 덴마크에서 2005년 9월 19일에 발매되었고, 영국과 유럽의 나머지 국가에서는 9월 26일에, 미국에서는 2006년 7월 25일에 발매되었다. 이 앨범은 평단의 환호를 받았고, 앨범 리뷰들은 "꿈으로 가득찬 폭풍우같은 팝음악”같다고 묘사하기도 했다.
그들은 2006년 1월 MTV 아시아에서 주목할 만한 가치가 있는 밴드(Buzz-Worthy)상을 받았고, 2006년 덴마크 뮤직 어워드(Danish Music Awards)에서 4개의 상을 받았다.
2006년 4월 11일, 요한 볼러트는 현재 해체된 밴드인 스완 리의 멤버이자 당시 자신의 여자 친구였던 페르닐레 로센달(Pernille Rosendahl)과 더 많은 시간을 보내기 위해 밴드를 떠났고, 2006년 5월에 그들의 아들인 트리스탄(Tristan)을 낳았다. 요한 볼러트와 페트닐레 로센달은 스톰(The Storm)이라는 듀오 밴드를 결성했다.
밴드의 투어 멤버로서 키보디스트로는 영국 인디 밴드 헤드스윔(Headswim)의 멤버였던 닉 왓츠(Nick Watts)를, 베이시스트로는 스완 리와 스튜디오 녹음을 함께했고, 스완 리의 베이시스트 멤버였으며, 티나 디코(Tina Dico)의 《Far》EP 앨범을 위해 베이스를 연주했던 바스티안 유울(Bastian Juel)과 투어를 함께 했다. 하지만 바스티안은 요한을 공식적으로 대체하는 밴드의 정식 멤버는 아닌 임시 멤버였다고 밝혔고, 원 멤버들 세 사람과 함께 스튜디오로 돌아간다고 말했다.
밴드는 《And the Glass Handed Kites》투어를 2007년 여름에 끝냈고, 그들의 다음 앨범의 녹음을 시작하기 위해 2008년 5월 뉴욕의 브루클린으로 돌아갔다. 그들은 그들의 대표작인 《Frengers》앨범을 프로듀스했던 리치 코스티(Rich Costey)를 다시 한 번 프로듀서로 맞이했다.

### 더 이상은 이야기하고 싶지 않아요 (2009년-2012년)
밴드의 다섯 번째 앨범인 《No More Stories / Are Told Today / I'm Sorry / They Washed Away // No More Stories / The World Is Grey / I'm Tired / Let's Wash Away》앨범은 스칸디나비아에서는 2009년 8월 17일, 영국에서는 8월 24일, 미국에서는 8월 25일에 발매되었다.
2009년 뮤는 유럽과 미국에서 있었던 나인 인치 네일스의 여러 투어에서 오프닝 공연을 맡는 밴드로 함께 했다.
2010년 10월 25일, 뮤는 과거에 발매했던 앨범 안에서 고른 14곡뿐만 아니라 1곡의 신곡인 <Do You Love It?>을 담은 《Eggs Are Funny》라는 이름의 첫 컴필레이션 앨범을 발표했다. 컴필레이션 앨범에 담긴 트랙 목록은 뮤가 "최고의 작품"이라고 생각한 곡들만 담았다고 말했다. 2010년 10월 31일 미국의 코미디 시리즈인 HBO의 이스트바운드 앤드 다운(Eastbound & Down)의 에피소드에서 《Frengers》앨범에 수록되어 있는 <Comforting Sound>가 이 쇼의 마지막을 장식했고, 클로징 크레디트에도 삽입되었다.

### 플러스마이너스 (2012년-2015년)

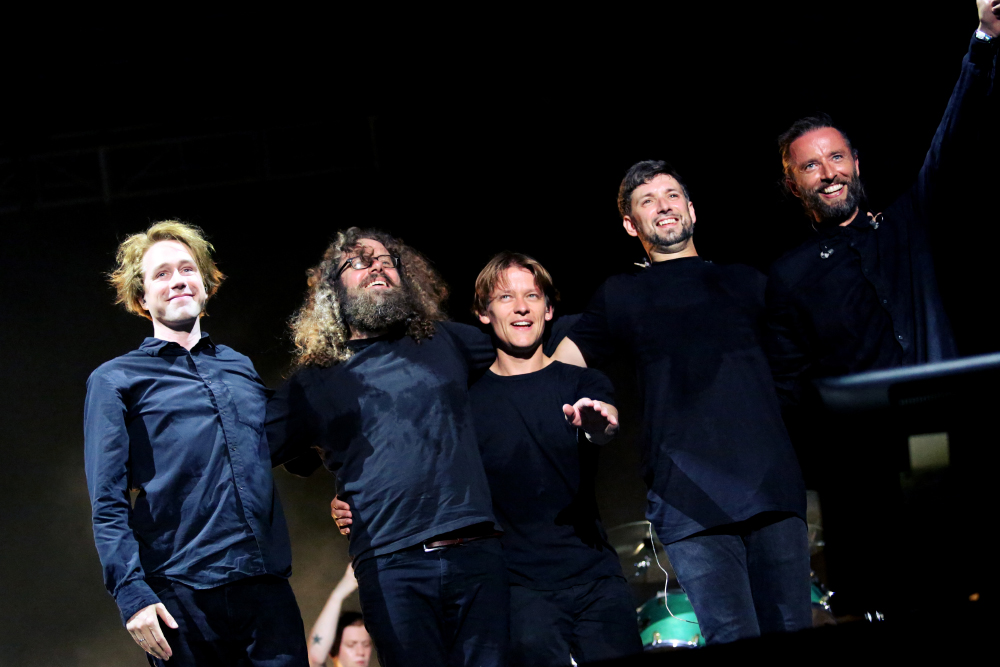
2015년 한국 펜타포트 공연 마지막 인사 모습

2012년 여름, 뮤는 스칸디나비아에서 했던 공연에서 자신들의 여섯 번째 스튜디오 앨범에 실릴 <Boy>와 <Klassen (영어: The Classic)>이라는 이름이 붙은 신곡 두 곡을 초연했다.
2013년 1월 23일, 뮤는 더 이상 소니와 함께 일하지 않을 것이고, 독자적으로 새로운 음악을 발매한다고 공식 페이스북을 통해 발표했다. 4월 9일, 그들은 프로듀서 마이클 바인혼(Michael Beinhorn)과의 여섯 번째 스튜디오 앨범을 위한 프로듀션 준비를 시작했다고 오피셜 페이스북을 통해 다시 한번 발표했다.
5월 6일, 그들은 프로듀서 마이클 바인혼과 엔지니어 프랭크 필리페티(Frank Filipetti)와 함께 앨범 녹음 작업을 시작했다.
9월 25일, 그들은 뱅앤올룹슨 플레이(B&O Play)와 함께 센소리 스페이스(Sensory Spaces)라는 아이폰/아이패드 앱을 발표했다. 이 앱에는 새 앨범에 실릴 예정인 <Making Friends> 라는 신곡과, 새 앨범을 미리 맛볼 수 있는 곡들이 포함되어 있다. 2013년 11월에 <Making Friends>를 스포티파이와 센소리 스페이스의 웹 사이트를 통해 무료로 받아 들을 수 있게 했다. 밴드는 이것이 싱글 앨범은 아니었다고 말하지만, 그들은 그들의 새 앨범을 기다리고 있는 팬들에게 감사하고 있다는 의미로 공개했으며, 새 앨범에는 다른 버전의 <Making Friends> 가 포함될 예정이라고 말했다.
2014년 6월 14일, 덴마크의 오르후스에서 열린 노스사이드 페스티벌(NorthSide Festival)공연 도중, 요한 볼러트가 다시 밴드의 정식 멤버로 돌아와 2006년 이후 밴드와 함께 처음으로 연주했다.밴드가 무대에서 연주하는 동안, 뮤의 팬 사이트인 뮤엑스 인포(mewx.info)는 요한이 새 앨범의 작곡과 녹음에 이미 참여했다는 기사를 발표했다.
2014년 6월 16일, 뮤는 2014년 북유럽 투어 날짜를 발표했고, 그들의 새 앨범은 2015년에 발매할 예정이라고 발표했다.
2014년 6월 14일, 그들은 덴마크 오르후스에서 열렸던 노스사이드 페스티벌에서 새 앨범에 실릴 예정인 신곡들을 연주했다. 아직 확정된 노래 제목은 아니나 잠정적으로 붙은 신곡들의 이름은 <Making Friends>, <Klassen>, 그리고 뮤의 객원 기타리스트로 활동 중인 블록 파티의 러셀 리작(Russell Lissack)의 이름을 떠올리게 하는 <Russle>, <Witness>, <Changes>, <Boy> 라고 한다. 이 제목들 중에서 어떤 이름이 확정적인 곡 이름인지, 그리고 <Making Friends> 하나를 제외한 다른 곡들이 과연 다음 앨범에 수록될지는 아직 정해지지 않았다.
2014년 8월 13일, 그들은 앨범의 믹싱 작업을 시작했다고 오피셜 트위터 계정을 통해 발표했다. 2014년 9월 19일, 그들은 앨범 작업을 모두 끝냈고, 새 앨범에 대한 자세한 정보를 곧 올릴 예정이라고 언급했다.
2015년 1월 19일, 뮤는 여섯 번째 앨범 《+-》를 2015년 4월 27일에 발매할 예정이라고 언급했다. 그들은 또한 새 앨범에서 <Satellites> 라 불리는 첫 싱글을 발표했다. 뮤는 텍사스 오스틴에서 열리는 사우스 바이 사우스웨스트 페스티벌에서 2015년 3월 17부터 3월 21일까지 공연했다.
2015년 7월 1일, 밴드의 기타리스트인 보 매슨이 밴드에서 떠난다고 밝혔다. 뮤는 그들의 오피셜 홈페이지에서 이렇게 언급했다. "지난 20년 동안 뮤에서 함께 연주했던 밴드와 보 매슨은 당분간 다른 길을 걷기로 결정했습니다." 매슨의 탈퇴에 관한 루머들은 2015년 6월 21일 네덜란드 공연과 2015년 6월 26일 스웨덴 공연에서 모습을 보이지 않으면서 떠돌기 시작했다.

### 비주얼스 (2017년)
2017년 1월 24일, 뮤는 공식 홈페이지에서 보 매슨의 탈퇴 후 만든 첫 앨범인 《Visuals》를 발표했다. 앨범에 수록된 <Carry Me to Safety>는 덴마크 라디오 방송국 P6 Beat에서 최초로 공개되었다. 2017년 2월 16일에는 앨범의 첫 번째 정식 싱글 곡인 <85 Videos>가 스트리밍 되었으며, 다운로드도 가능하게 되었고, 요나스 비예어가 감독한 이 곡의 뮤직비디오가 유튜브를 통해 공개되었다. 《Visuals》는 2017년 4월 28일에 발매되었고, 밴드는 곧 앨범 홍보를 위한 월드 투어에 나섰다.
2018년에 밴드는 《Frengers》 15주년 기념 앨범를 재발매했고, 앨범 전 곡을 공연하는 짧은 투어를 발표했다.

2018년 12월 14일, 뮤는 《With Copenhagen Philharmonic》 앨범을 발매했다. 이 앨범에는 라이브 녹음과 코펜하겐 필하모닉 오케스트라와 협업하여 수정 및 녹음한 곡들의 별도 스튜디오 세션이 수록되어 있다.
뮤는 《And the Glass Handed Kites》 앨범 15주년 기념 공연을 2020년 5월부터 개최한다고 발표했다. 미국 공연은 코로나19 팬데믹으로 인해 취소되었고, 다시는 일정을 변경하지 않았으며, 유럽 공연은 결국 2021년 8월에 시작되었다.

### 고별 공연 (2024년–2025년)
2024년 9월 10일, 스튜디오 활동과 간헐적인 라이브 공연 이후, 밴드는 2025년 5월 덴마크에서 두 번의 "작별" 공연을 개최할 것이라고 발표했으며, 여기에는 5월 31일 코펜하겐 로열 아레나에서 열리는 마지막 공연이 포함되었다.여러 언론이 처음에는 뮤의 해체를 보도했지만, 밴드는 나중에 요나스가 없어도 계속 활동할 것이라고 공식 발표했다. 요나스는 "나는 다른 여정을 시작하고, 다른 창작 프로젝트에 집중해야 할 때라는 것을 깨달았다"고 밝혔다. 밴드는 이후 추가적으로 전 세계 공연을 발표했다.

### 밴드의 이름에 얽힌 비화
요나스는 고등학교 시절 "역겨운" 케이크를 굽고 실망한 멤버들이 여러 밴드 이름을 떠올렸고, 결국 뮤로 밴드 이름을 고수하게 되었다고 설명했다. "밴드 이름은 어딘가 불완전한 대칭을 이루고 있었어요. 가장자리는 뾰족하고 가운데는 부드러운 알파벳 E가 들어가 있었죠. 그보다 더 깊은 생각은 없었고, 그저 소리와 모양새만 생각했을 뿐이었어요. 어떤 면에서는 신비로운 느낌이었어요."라고 요나스는 말했다.

### 평판
뮤는 실버선 픽업스[(Silversun Pickups)]의 브라이언 오베르(Brian Aubert)와 브랜드 뉴[(Brand New)]의 제시 레이시(Jesse Lacey)를 포함해 많은 동료 뮤지션들로부터 칭찬을 받았다.

## 음반 목록

### 앨범
- 《A Triumph for Man》(1997)
- 《Half the World Is Watching Me》(2000)
- 《Frengers》(2003)
- 《And the Glass Handed Kites》(2005)
- 《No More Stories...》(2009)
- 《+-》(2015)[8]
- 《Visuals》(2017)

### EP 앨범
- 《The Zookeeper's Boy EP》(2006년)
- 《Live Session EP》(2007) - 미국 아이튠즈 독점 발매
- 《No More Stories EP》(2009)

### 컴필레이션 앨범
- 《Eggs Are Funny》(2010)

## 비디오그라피

### 라이브 DVD
- 《Live in Copenhagen》(2006)

## 현재 멤버
- 요나스 비예어 (Jonas Bjerre, 1976년 9월 21일 -) - 보컬, 기타 (1994년 - 현재)
- 요한 볼러트 (Johan Wohlert, 1976년 3월 10일 -) - 베이스 (1994년 - 2006년, 2013년 - 현재)
- 실라스 웃케 그로오 욜겐슨 (Silas Utke Graae Jørgensen, 1978년 3월 21일 -) - 드럼 (1994년 - 현재)

## 이전 멤버
- 보 매슨 (Bo Madsen, 1976년 3월 5일 -) - 기타 (1994년 - 2015년)

## 투어 멤버
- 바스티안 유울 (Bastian Juel) - 투어 세션 멤버, 베이스 (2006년 - 2013년)
- 닉 왓츠 (Nick Watts) - 투어 세션 멤버, 키보드, 기타 (2001년 - 현재)
- 매스 비그너 (Mads Wegner) - 투어 세션 멤버, 기타 (2015년 - 현재)

## 한국 공연
- 2010년 11월 13일, 'Mew Live In Seoul 2010', 악스코리아
- 2015년 8월 9일, 펜타포트 락 페스티벌, 인천 송도 달빛축제공원
- 2025년 11월 26일 예정, 'MEW The Farewell Shows', 노들섬 라이브 하우스